# Хиро, Мария
Мария Хиро (исп. María Giro) — аргентинская биатлонистка, участница двух зимних Олимпийских игр.

## Карьера
Первым крупным международным стартом для Марии стал чемпионат мира 1989 года в австрийском Файстрице, на котором она вместе с сестрой Анной Вероникой защищала цвета своей сборной. В индивидуальной гонке Мария финишировала 43-й, в спринте — 41-й. В 1993 году она снова стартовала на чемпионате мира: в индивидуальной гонке заняла 74-е место.
В 1992 году женские соревнования по биатлону были впервые включены в программу зимних Олимпийских игр. Сборную Аргентины представляли Мария Хиро и Фабиана Ловесе. В индивидуальной гонке Мария, допустив 6 промахов, финишировала 63-й, а в спринте, не совершив ни одной ошибки на огневых рубежах, заняла 36-е место — лучшее для аргентинского биатлона за всю его историю.
На церемонии открытия зимних Олимпийских игр 1994 года несла флаг своей страны. В Лиллехаммере она выступила не так удачно: в спринте стала 54-й, а в индивидуальной гонке — 66-й.
В Кубке мира дебютировала в 1989 году на этапе в немецком Рупольдинге, где стала 43-й в спринте. Свой лучший результат в карьере показала в своём последнем сезоне 1993/1994 на этапе в канадском Хинтоне, где в спринте заняла 34-е место.

## Участие в Чемпионатах мира
| Год  | Место проведения | Инд | Спр | Ком | Эст |
| 1989 | ЧМ Файстриц      | 43  | 41  | —   | —   |
| 1993 | ЧМ Боровец       | 74  | —   | —   | —   |

### Участие в Олимпийских играх
| Год  | Место проведения | Инд | Спр | Эст |
| 1992 | Альбервиль       | 63  | 36  | —   |
| 1994 | Лиллехаммер      | 66  | 54  | —   |